# Podisus sagitta
Podisus sagitta är en insektsart som först beskrevs av Fabricius 1794.  Podisus sagitta ingår i släktet Podisus och familjen bärfisar. Inga underarter finns listade i Catalogue of Life.